# Chouans !
Pour les articles homonymes, voir Chouan (homonymie).
Pour plus de détails, voir Fiche technique et Distribution.
Chouans ! est un film français réalisé par Philippe de Broca, sorti en 1988.

## Synopsis
Le film décrit l'histoire d'une famille noble et éclairée, celle du comte Savinien de Kerfadec (Philippe Noiret), lors des grandes révoltes chouannes dans les campagnes vendéenne et bretonne, ainsi que l'histoire de ses trois enfants, déchirés entre le souffle révolutionnaire et la résistance des Blancs face à la montée de la République.
D'un côté, on trouve Tarquin (Lambert Wilson), républicain acharné que le comte Kerfadec a recueilli à l'âge de dix ans ; de l'autre, Aurèle (Stéphane Freiss), fils légitime du comte dont la défense de la monarchie devient le cheval de bataille.
Trouvant prétexte durant ces révoltes, ils se déchireront en vérité pour l'amour de la belle Céline (Sophie Marceau), jeune femme recueillie au berceau par Kerfadec et élevée en même temps qu'eux.

## Fiche technique
Sauf indication contraire, les informations mentionnées dans cette section peuvent être confirmées par la base de données cinématographiques Unifrance,  présente dans la section « Liens externes ».
- Réalisation : Philippe de Broca, assisté de Christian Merret-Palmair
- Scénario : Philippe de Broca et Daniel Boulanger
- Adaptation : Jérôme Tonnerre
- Direction artistique : Jacques Bufnoir
- Décors : Tony Egry
- Costumes : Yvonne Sassinot de Nesle, Maison Peignon
- Photographie : Bernard Zitzermann
- Son : Joël Beldent, Jean-Charles Ruault, Jacques Thomas-Gérard
- Montage : Henri Lanoë
- Musique : Georges Delerue
- Production déléguée : Ariel Zeitoun
- Production exécutive : Maurice Illouz et Daniel Deschamps
- Sociétés de production : Films A2, Canal+, Partner's Productions
- Société de distribution : UGC
- Pays de production :  France
- Langue de tournage : français
- Dates de tournage : du 21 juillet au 3 novembre 1987[1].
- Format : couleur (Eastmancolor) —  son Stéréo — 2,35:1 (Panavision) — 35 mm
- Genre : historique
- Durée : 145 min (version cinéma) / 4 x 52 min (version téléfilm en 4 parties)
- Date de sortie en salle : France : 23 mars 1988
- Date de sortie en DVD : octobre 2007, Studio Canal

## Distribution
- Philippe Noiret : le comte Savinien de Kerfadec
- Sophie Marceau : Céline
- Lambert Wilson : Tarquin Larmor
- Stéphane Freiss : Aurèle de Kerfadec
- Jean-Pierre Cassel : le baron de Tiffauges
- Charlotte de Turckheim : la marquise Olympe de Saint-Gildas
- Raoul Billerey : Grospierre
- Roger Dumas : Bouchard
- Jean Parédès : le Chapelain
- Claudine Delvaux : Jeanne
- Isabelle Gélinas : Viviane
- Jacques Herlin : le marquis de Saint-Gildas
- Jacques Jouanneau : Blaise
- Maxime Leroux : le prêtre réfractaire
- Vincent Schmitt : Loïc
- Luc-Antoine Diquéro : le sergent Pierrot
- Jacqueline Doyen : l'abbesse, Adélaïde de Kerfadec, sœur du Comte
- Vincent de Bouard : Yvon, fils de Grospierre, le frère de lait d'Aurèle et Céline

Acteurs principaux
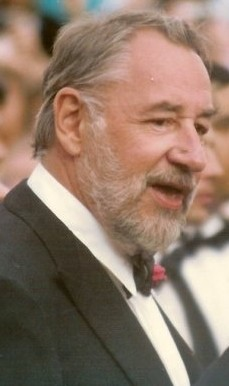
Philippe Noiret
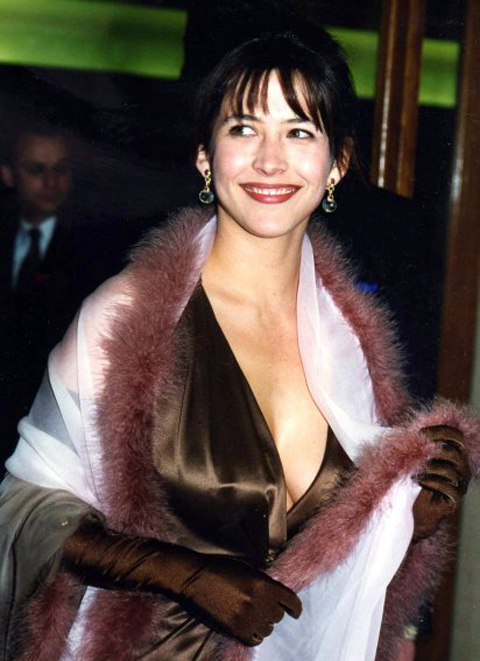
Sophie Marceau
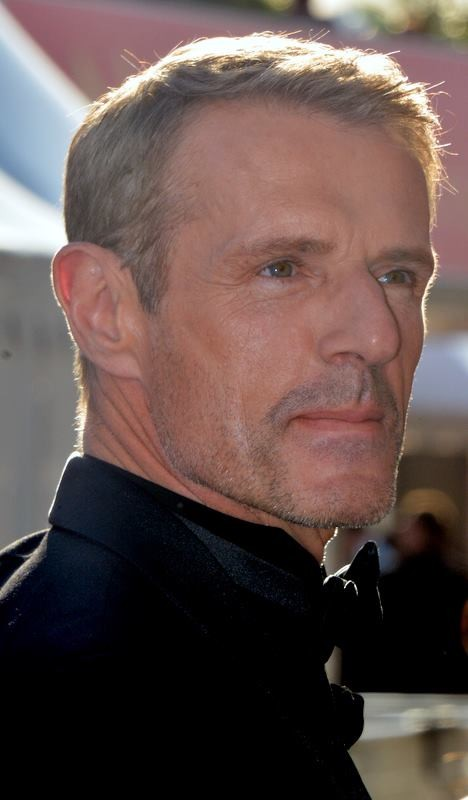
Lambert Wilson
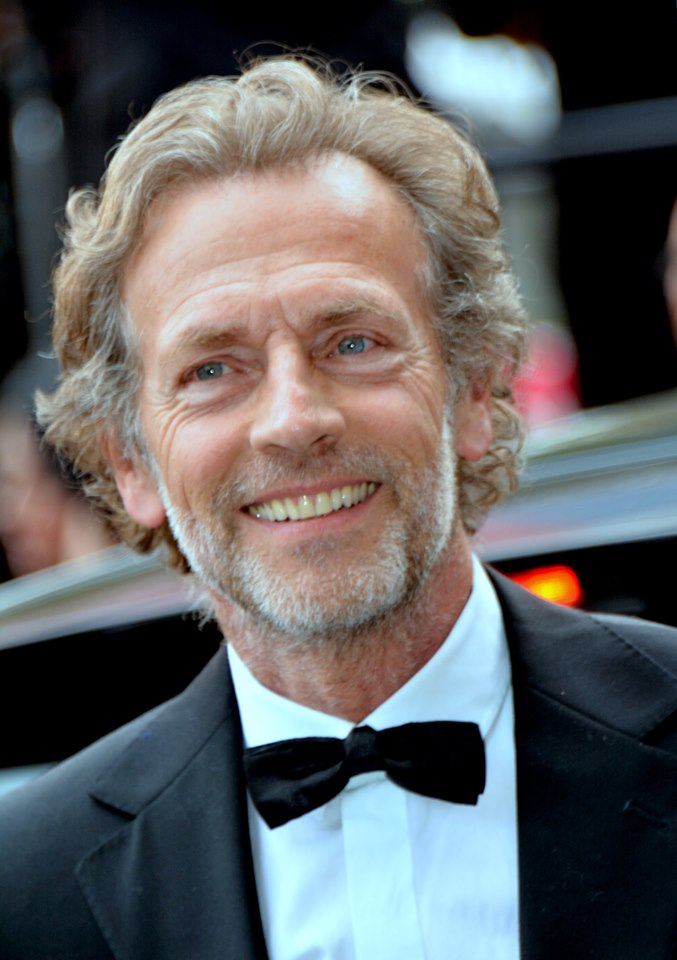
Stéphane Freiss
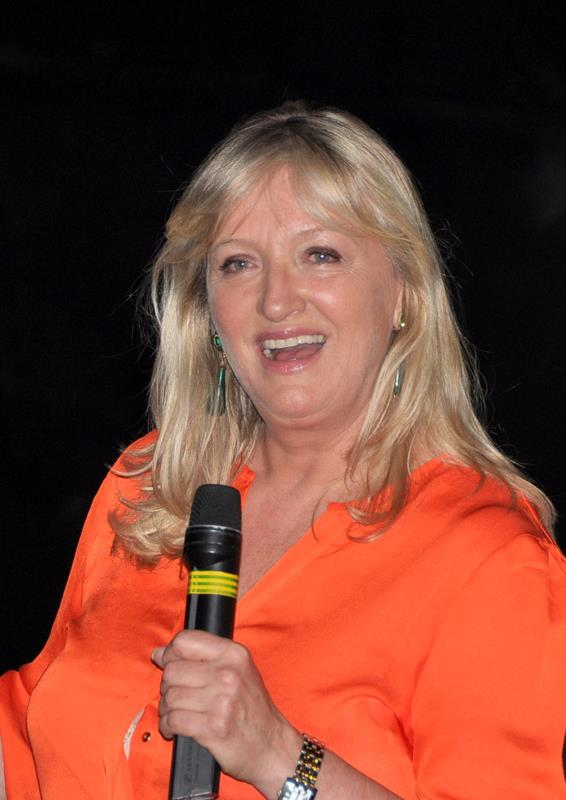
Charlotte de Turckheim

## Lieux de tournage
- Belle-Île-en-Mer (Morbihan)
- Forteresse de Largoët (Morbihan)
- Baden (Morbihan)
- Port Saint-Goustan, Auray (Morbihan) : scène du débarquement du baron de Tiffauges et d'Aurèle
- Château de La Villeneuve-Jacquelot (Quistinic, Morbihan) : demeure des Kerfadec
- Fort la Latte (Côtes-d'Armor) : scène finale
- Plage de la Mare, Saint-Cast-le-Guildo (Côtes-d'Armor) : scènes des tests de l'invention du comte de Kerfadec sur la côte
- Locronan (Finistère) : une maison avec porche est construite pour le film en face de l'église, à la place de la route en provenance de Douarnenez pour les bureaux de Tarquin. De plus, le bois du Névet à proximité du bourg, ainsi que la montagne de Locronan sont également utilisés comme lieux de tournage.
- Abbaye de Royaumont (Val-d'Oise)

## Diffusion à la télévision
Le film a été diffusé en version longue sous la forme de quatre téléfilms de 55 minutes du 12 janvier 1990 au 2 février 1990 sur Antenne 2.
La version cinématographique du film fut diffusée le 20 décembre 1994 sur TF1, puis rediffusée le 20 décembre 1998 sur France 2, puis rediffusée le 27 décembre 2020 sur ARTE, et plus tard sur Paramount Channel, Action et Histoire.

## Critiques
Le magazine Télérama note : « Broca n'y va pas avec le dos de l'épée pour sa fresque révolutionnaire : amour, guillotine, Terreur, Chouannerie, Noiret en aristo éclairé et Marceau en pleurs. Aussi lourd qu'un feuilleton d'été mais avec de vrais moments de ciné ».

## Autour du film
Supposé se passer pendant la Révolution Française, le film s'autorise de grandes libertés historiques. 
Citons seulement les plus visibles anachronismes techniques:
- Philippe Noiret pilote un ULM, qui plus est motorisé par une hélice. (Pour le film, il s'agit en fait d'un deltaplane motorisé, avec une dérive et affublé d'un plan canard à l'avant). Pour rappel, le premier vol plané d'Otto Lilienthal, remonte à 1896.
- Sophie Marceau, chevauche un célérifère (qui n'a jamais existé) ou une draisienne (créé seulement en 1817).

## Distinctions

### Récompense
- César 1989 : César du meilleur espoir masculin pour Stéphane Freiss

### Nomination
- César 1989 : César des meilleurs costumes pour Yvonne Sassinot de Nesle